# تيموثي روبنز ستانلي
تيموثي روبنز ستانلي (بالإنجليزية: Timothy Robbins Stanley)‏ هو ضابط أمريكي، ولد في 14 مايو 1810 في مقاطعة هارتفورد في الولايات المتحدة، وتوفي في 6 يوليو 1874 في تشاتانوغا في الولايات المتحدة.